# Koslowka (Kaliningrad, Gurjewsk)
Koslowka (russisch Козловка, bis 1997 Koslowo, deutsch Schanwitz) ist ein Ort in der russischen Oblast Kaliningrad. Er gehört zur kommunalen Selbstverwaltungseinheit Stadtkreis Gurjewsk im Rajon Gurjewsk.

## Geographische Lage
Koslowka liegt zwölf Kilometer südöstlich der Rajonshauptstadt Kaliningrad (Königsberg) an der Kommunalstraße 27K-116 von Lugowoje (Gutenfeld) an der Regionalstraße 27A-083 (ex A196) nach Niwenskoje (Wittenberg) an der Regionalstraße 27A-017 (ex A195).
Die nächste Bahnstation ist Lugowoje Nowoje an der Bahnstrecke Kaliningrad–Nesterow, einem Teilstück der ehemaligen Preußischen Ostbahn.

## Geschichte
Das vor 1946 Schanwitz, danach bis 1997 „Koslowo“ genannte frühere Gutsdorf ist heute Heimat für 125 Einwohner (Stand 1. Oktober 2021). Im Jahre 1874 wurde Schanwitz in den neu errichteten Amtsbezirk Dalheim (heute russisch: Roschtschino) eingegliedert. Er gehörte zum Landkreis Königsberg (Preußen) (1939 bis 1945 Landkreis Samland) im Regierungsbezirk Königsberg der preußischen Provinz Ostpreußen. 
Am 1. Dezember 1910 zählte Schanwitz 94 Einwohner. Am 30. September 1928 gab Schanwitz seine Selbständigkeit auf und wurde in die Landgemeinde Borchersdorf (heute russisch: Selenopolje) eingemeindet. Gleichzeitig kam es aus dem Amtsbezirk Dalheim zum Amtsbezirk Steinbeck (Rybnoje).
Im Jahre 1945 kam das nördliche Ostpreußen und mit ihm Schanwitz zur Sowjetunion. 1950 erhielt der Ort den russischen Namen Koslowo und wurde gleichzeitig dem Dorfsowjet Selenopolski selski Sowet im Rajon Kaliningrad zugeordnet. Später gelangte Koslowo in den Lugowskoi selski Sowet im Rajon Gurjewsk. 1997 wurde der Ort in Koslowka umbenannt. Von 2008 bis 2013 gehörte Koslowka zur Landgemeinde Lugowskoje selskoje posselenije und seither zum Stadtkreis Gurjewsk.

## Kirche
Bis 1945 war die damals überwiegend evangelische Mehrheit der Bevölkerung des Gutsdorfs Schanwitz in das Kirchspiel Borchersdorf (heute russisch: Selenopolje) eingepfarrt. Es gehörte zum Kirchenkreis Königsberg-Land I innerhalb der Kirchenprovinz Ostpreußen der Kirche der Altpreußischen Union. Letzter deutscher Geistlicher war Pfarrer Helmuth Ollesch.
Heute liegt Koslowka im Einzugsbereich der evangelisch-lutherischen Auferstehungskirche in Kaliningrad (Königsberg) innerhalb der Propstei Kaliningrad der Evangelisch-lutherischen Kirche Europäisches Russland (ELKER).